# Яу Вай Чін
Яу Вай Чін або Регіна Яу Вай Чін (кит.: 游蕙禎, нар. 06 травня 1991, Гонконг) — гонконгський політик, член локалістської партії Youngspiration, що виступає за незалежність Гонконгу. 
Здобула перемогу на виборах до Законодавчої ради Гонконгу як представник Західного Коулуну, однак була дискваліфікована за рішенням суду від 15 листопада 2016 року.
Є наймолодшою жінкою-депутатом в історії Законодавчої ради Гонконгу та другою за віком після Натана Ло. 

## Біографія
Яу народилася в гонконгській родині середнього класу. Її батьки були держслужбовцями, батько працював технічним фахівцем в парламенті Гонконгу. Середню освіту Яу здобула у школі Королеви Єлизавети, згодом вивчала китайську мову в Університеті Лінган. 
Яу належить до локалістської партії Youngspiration, що була заснована молодими активістами після Революції парасольок 2014 року. Партія висунула 9 кандидатів на вибори до районних рад у Гонконзі.  Яу змагалась із Прісцилою Лю, представницею округу Східного Вампоа. Тоді для перемоги Яу не вистачило 300 голосів, з сумарною кількістю у 2041 голос. Після виборів Яу продовжила діяльність у Youngspiration в окрузі Вампоа. 

## Депутатство та дискваліфікація
Від імені Youngspiration здобула перемогу на виборах до Законодавчої ради Гонконгу в окрузі Західний Коулун. З результатом у 20643 голоси, Яу обійшла діючого члена ради Вон Юк Мана та стала наймолодшою жінкою-депутатом в історії Гонконгу та другою після Натана Ло, що виграв вибори від округу «Острів Гонконг» у віці 23 років.
12 жовтня 2016 року на першому засіданні сесії, Яу разом із однопартійцем Баджіо Луном, вставивши власні коментарі до тексту, відмовились давати присягу. Їх засудили за зневажливі висловлювання в адресу Китаю, за що Законодавча рада оскаржила їхню компетентність як членів Ради у суді. Постійний комітет Всекитайських зборів народних представників втрутився до розгляду справи, відсилаючись до статті 104 Основного закону Гонконгу, в якому вказано, що депутати зобов’язані присягнути на вірність Гонконгу як частині Китаю, а отже, це виключає можливість будь-яких висловлювань за незалежність Гонконгу з їхнього боку. Таким чином, Яу та Баджіо були дискваліфіковані з Ради. 